# La tentación desnuda
La tentación desnuda es una película de Argentina en blanco y negro  dirigida por Armando Bó según su propio guion que se estrenó el 3 de noviembre de 1966 y que tuvo como protagonistas a Isabel Sarli, Armando Bó, Juan José Míguez y Oscar Valicelli. Fue filmada en el Delta del Río Paraná.

## Sinopsis
Una joven cae al río desde un yate y se pierde en la selva del Alto Paraná, despertando las pasiones de los lugareños.

## Reparto
Los principales intérpretes fueron:
- Isabel Sarli … Sandra Quesada
- Armando Bó … José María
- Juan José Míguez … Junguero 2
- Oscar Valicelli … Junquero 1
- Víctor Bó … Cholo
- Aníbal Pardeiro … Teófilo
- Juan Pitrau … Hombre en el bar

## Comentarios
La Razón dijo:

”Un film que tiene algo de genocidio… hondo clima de violencia y de sangre… el final nos muestra a la protagonista queriendo redimirse frente a un crucifijo… No cabe duda que Armando Bó maneja acertadamente las escenas de violencia, con un ritmo que no es común en nuestro cine”.

Manrupe y Portela escriben:

”Retorno de Bó a la línea de El trueno entre las hojas y Sabaleros con más hincapié en lo violento que en lo erótico. Buena acción y algunos diálogos ingenuamente memorables”.